# Луций Арадий Валерий Прокул
Луций Арадий Валерий Прокул (на латински: Lucius Aradius Valerius Proculus signo Populonius) е политик и сенатор на Римската империя през 4 век.
Прокул e praefectus urbi през 337 – 338 и 351 – 352 г. През 340 г. е консул заедно със Септимий Ациндин. Той e vir clarissimus, авгур, pontefice maggiore, quindecemvir sacris faciundi, pontifex flavialis, претор tutelaris, легат на Нумидия, peraequator census на Галиция, praeses на Бизацена, консулар на Европа и Тракия (consularis Europae et Thraciae), консулар на Сицилия, comes ordinis secundi, comes ordinis primi, comes iterum ordinis primi intra palatinum, проконсул на Африка (до 333 г.). След това е comes в Palatium и praefectus urbi на Рим от 10 март 337 до 13 януари 338 г. и за врори път от 18 декември 351 до 9 септември 352 г.
Луций Аврелий Авианий Симах пише за него една епиграма.